# Zelensis
Zelensis was een Belgisch sportwagenmerk dat slechts één model voerde. De ontwerper van deze auto en uitbater van de fabriek was Raoul Thiebaut. De naam van de auto verwijst naar de plaats Zele waar Thiebaut geboren is en de Zelensis geproduceerd werd. Naast de naam verwijzen details in het ontwerp van de auto naar het Zeels gemeentewapen.
Van 1958 tot 1965 worden in totaal ongeveer vijftig Zelensissen geproduceerd. De carrosserie van de open sportwagen was volledig van polyester. De Zelensis werd gebouwd in Zele op het chassis van een Volkswagen Kever of een Karmann Ghia. Er is één exemplaar gemaakt op het chassis van een Renault Dauphine. Het door de fabrikant gehanteerde concept ging uit van het leveren van de carrosserie. De koper bepaalde vervolgens zelf hoe de wagen verder moest worden afgebouwd. Iedere Zelensis is daarmee een uniek exemplaar geworden.
Een opmerkelijk detail is het identificatienummer en de datum die onzichtbaar zijn aangebracht in een voorspatbord; met infraroodstraling wordt een en ander zichtbaar.